# Перова Ксенія Віталіївна
Ксенія Віталіївна Перова (рос. Ксения Витальевна Перова, нар. 8 лютого 1989, Лісний, Свердловська область, Росія) — російська лучниця, срібна призерка Олімпійських ігор 2016 та 2020 року, дворазова чемпіонка світу.

## Виступи на Олімпіадах
| Олімпіада           | Дисципліна             | Місце |
| ------------------- | ---------------------- | ----- |
| Лондон 2012         | індивідуальна першість | 5     |
| Лондон 2012         | командна першість      | 4     |
| Ріо-де-Жанейро 2016 | індивідуальна першість | 17    |
| Ріо-де-Жанейро 2016 | командна першість      | 2     |
| Токіо 2020          | командна першість      | 2     |

## Державні нагороди
- Медаль ордена «За заслуги перед Вітчизною» I ступеня (25 серпня 2016 року) — за високі спортивні досягнення на Іграх XXXI Олімпіади 2016 року в місті Ріо-де-Жанейро (Бразилія), виявлені волю до перемоги та цілеспрямованість[1].